# Agustín Ramón Martínez Martínez
Agustín Ramón Martínez Martínez (San Patricio, 28 de agosto de 1961-Asunción, 18 de mayo de 2024)
más conocido como «Soldado Israelí», fue un impostor y asesino en serie paraguayo responsable de al menos seis asesinatos.
Su modus operandi consistía en desmembrar y quemar los cuerpos de sus víctimas una vez que las asesinaba a disparos.
Según dijo, su nombre real era Yahel Yamil Oskiski y habría sido un mercenario israelí que habría luchado durante la Guerra del Golfo. Sin embargo, nunca aportó pruebas de que esto fuese verdad.

## Biografía
Martínez nació en San Patricio (departamento de Misiones). En su adultez afirmaría que había formado en el seno de una familia judía y que siendo joven se había mudado con ellos a Israel. En ese país se casó, pero tuvo que volver a Paraguay tras la muerte de su esposa en situaciones no esclarecidas.
Según el fiscal Darío Villagra, la Interpol llegó a investigarlo por posible homicidio, pero no se le pudo inculpar por falta de pruebas.
Una vez en Paraguay, supuestamente empezó a trabajar para el crimen organizado como ladrón y sicario, pero no hay pruebas de su vínculo con la mafia. Fue arrestado en múltiples ocasiones tanto en su país de origen como en Argentina. Durante estos arrestos instaló entre los policías la idea de que su nombre real era «Yahel Yamil Oskiski» o «Fresmann», y había actuado como un mercenario del Ejército de Israel en la Guerra del Golfo.
No existen pruebas de que estas historias sean reales, y comúnmente son tomadas como invenciones de su parte.

### Asesinatos
El 31 de mayo de 1993, en la ciudad de Santa Fe (Argentina), cometió su primer asesinato conocido. Aquel día disparó y asesinó al capataz de estancia Pascual Pedro Bianco y dejó herida a la mujer de este, Nélida Elena Borsatto. El móvil del asesinato habría sido un ajuste de cuentas. Posteriormente desmembró el cuerpo y le prendió fuego.
Por este hecho fue sentenciado a 8 años de prisión, pero se fugó un año más tarde y se fue a Paraguay.
Se cree que durante su fuga, el 25 de agosto de 1994, en Caapucú, mató y posteriormente quemó a un camionero de nombre Miguel Ángel Flores García.
Se encontraba conduciendo por el kilómetro 137 de la ruta 1 cuando recibió tres disparos y, más tarde, su cuerpo fue quemado junto a su camión. Las sospechas cayeron sobre Martínez, quien había matado con el mismo modus operandi anteriormente. Sin embargo, nunca se le pudo adjudicar este asesinato.
El 11 de abril de 1995 asesinó a balazos y posteriormente quemó el cuerpo del ganadero Ignacio Antonio Vargas, conocido como Nene, dueño de la estancia Ypoá en Quiindí (departamento de Paraguarí).
Martínez había estado trabajando como secretario-guardaespaldas de Vargas hasta que lo asesinó, aunque se desconocen sus razones.
A raíz de su fuga en Argentina y los subsiguientes asesinatos en Caapucú y Quindí; la Interpol lanzó un pedido de captura contra él.
Fue finalmente capturado el 7 de noviembre de 1998, tras enfrentarse a balazos con los policías que lo ubicaron en Asunción.
Solo se le pudo relacionar con el asesinato de Ignacio Antonio Vargas, por el que fue condenado a 6 años de prisión.
Estando en la cárcel empezó a decir que tenía información relacionada con el atentado a la AMIA (del 18 de julio de 1994),
por lo que fue extraditado a Argentina en 2001 para presentar declaración y cumplir su condena por el asesinato perpetrado en 1993.
Una vez en libertad volvió a Paraguay.
El 23 de mayo de 2009, el exconcejal y ganadero Ricardo Cecilio Cabello Cazal y sus peones Hilario Marecos y Alberto Medina Blanco, fueron asesinados, desmembrados y posteriormente quemados en un horno en el barrio de Tacumbú (ciudad de Asunción).
Al momento de los asesinatos, Martínez trabajaba como secretario-guardaespaldas de Ricardo Cecilio, siendo arrestado a los pocos días como principal sospechoso.
Estuvo encarcelado durante 6 años por este crimen, hasta que en 2015 fue liberado gracias a un habeas corpus dado por la mora judicial, debido a que no se le había dado una condena firme durante ese tiempo.

### Último homicidio
El 22 de mayo de 2018, el abogado Lucilo Nicolás Cardozo Salina recibió una llamada de Martínez, conocido de él, diciéndole que lo necesitaba para una causa judicial. Salina salió en su camioneta y recogió a Martínez a la altura del kilómetro 53 de la ruta 1 en Yaguarón. Entonces, Martínez asesinó a Salina con un fusil calibre 7.62.,
antes de desmembrarlo y quemar su cuerpo, el cual enterró a poco metros antes de llevarse su camioneta. La esposa de Salina, tras percatarse de la ausencia de su marido, siguió su camioneta con un GPS, encontrándola en la casa de Martínez, quien fue arrestado al día siguiente como sospechoso de la desaparición del abogado.

### Última condena
Martínez confesó al instante estar relacionado con la desaparición de Salina, pero negó haberlo matado. Según su versión, un narco le prometió 10.000 dólares si entregaba a Salina. Una vez recogido por él en su camioneta, se encargó de llevarlo a una zona donde dos narcos lo asesinaron y más tarde le dieron la tarea de deshacerse del cuerpo y la camioneta.
Como prueba le señaló a la policía la zona en la que enterró el cuerpo, el cual fue encontrado en ese mismo lugar días después.
Sin embargo, y a pesar de que se llegaron a arrestar a más sospechosos,
la investigación terminó descartando la participación de terceros en el asesinato de Salina, apuntando a Martínez como el único sospechoso. Al instante se empezó a especular que Martínez había matado a Salina con el único fin de robarle la camioneta. Martínez aseguró que era inocente y que él solo había enterrado el cuerpo, mas no lo mató.
El juicio fue suspendido hasta 11 veces debido a distintos problemas.
El 6 de julio de 2022 fue condenado a 40 años de prisión por el asesinato de Salina.
Durante el dictamen de la condena, agredió a los policías, con quienes tuvo un forcejeo hasta que finalmente fue sometido y esposado.

## Muerte
Martínez falleció el 18 de mayo de 2024 dentro de su celda en la penitenciaría de Tacumbú a causa de un ataque cardíaco.